# توم يونغز
توم يونغز (بالإنجليزية: Tom Youngs)‏ هو لاعب اتحاد الرغبي بريطاني، ولد في 28 يناير 1987 في نورتش في المملكة المتحدة.

## وصلات خارجية
- توم يونغز على موقع دوري الرغبي الممتاز (الإنجليزية)
- توم يونغز عل موقع إسبنسكروم (الإنجليزية)
- توم يونغز على موقع ItsRugby.co.uk (الإنجليزية)